# 阳山村古建筑群
阳山古村位于湖南省郴州市桂阳县正和鎮，有100多户，自设村至今600多年。是一个典型的文人村落。阳山村古建筑群于2006年5月31日公布为第八批湖南省文物保护单位。